# ITunes Session (Gorillaz EP)
iTunes Session és el segon EP de la banda virtual Gorillaz, llançat el 22 d'octubre de 2010. Està compost per vuit cançons enregistrades en directe a l'abril de 2010 i una entrevista amb 2D i Murdoc.

## Llista de cançons
| Núm.          | Títol                                 | Durada |
| ------------- | ------------------------------------- | ------ |
| 1.            | «Clint Eastwood» (iTunes Session)     | 4:32   |
| 2.            | «Dirty Harry» (iTunes Session)        | 3:48   |
| 3.            | «Feel Good Inc.» (iTunes Session)     | 3:37   |
| 4.            | «Kids with Guns» (iTunes Session)     | 3:47   |
| 5.            | «Stylo» (iTunes Session)              | 4:32   |
| 6.            | «Glitter Freeze» (iTunes Session)     | 4:04   |
| 7.            | «On Melancholy Hill» (iTunes Session) | 3:47   |
| 8.            | «Rhinestone Eyes» (iTunes Session)    | 3:22   |
| 9.            | «Entrevista a iTunes»                 | 37:36  |
| Durada total: | Durada total:                         | 69:04  |